# 疣蒴角齿藓
疣蒴角齿藓（学名：Ceratodon stenocarpus）为牛毛藓科角齿藓属下的一个种。